# لیبژ
لیبژ (به چکی: Libež) یک منطقهٔ مسکونی در جمهوری چک است که در ناحیه بنشوو واقع شده‌است.